# The Wannabe
The Wannabe és una pel·lícula dramàtica estatunidenca del 2015 escrita i dirigida per Nick Sandow, amb Martin Scorsese com a productor executiu, i protagonitzada per Patricia Arquette, David Zayas, Domenick Lombardozzi, Michael Imperioli, Vincent Piazza i Nick Sandow. Va ser llançat el 4 de desembre de 2015 per Orion Pictures i Momentum Pictures

## Repartiment
- Vincent Piazza com a Thomas
- Patricia Arquette com a Pink
- Michael Imperioli com a Alphonse
- David Zayas
- Domenick Lombardozzi com a Mickey
- Nick Sandow com Anthony
- Mike Starr
- Doug E. Doug com a The Twin
- Vincenzo Amato com a Richie
- Slaine
- Larry Eudene com a assistent DA
- Joseph Siravo com a John Gotti
- Neal Huff
- Mark Lotito com a fiscal Maloney
- Adriana DeMeo com a Annie
- Daniel Sauli com a Curtis Sliwa
- Mario Macaluso com a Whitey
- Jay Bulger com a Eric Roberts
- Mark Vincent com a Eddie Lino
- Joe Bevilacqua com a Giuseppe

## Producció
Nick Sandow es va inspirar per escriure la pel·lícula després de llegir sobre Thomas i Rosemarie Uva, una parella de la ciutat de Nova York que va ser assassinada la vigília de Nadal de 1992 per la màfia de Nova York després d'haver robat a diversos clubs socials de la màfia els mesos anteriors. Després que Sandow va treballar amb el seu coprotagonista Vincent Piazza en el guió de Boardwalk Empire, la parella va enviar el guió al productor executiu de Boardwalk Empire Martin Scorsese. Sandow va dir a Creative Screenwriting: "Quan ens vam sentir còmodes amb el guió, vam pensar en intentar portar-lo a Marty. Ell li va enviar amb una ampolla de vi abans de les vacances. No teníem expectatives, però després de les vacances estaven fent una lectura de la taula per al primer episodi de la propera temporada de Boardwalk Empire i en Marty es va acostar a ell i li va dir que li encantava The Wannabe." Scorsese va acceptar actuar com a productor executiu de la pel·lícula.

## Llançament
La pel·lícula es va estrenar al Festival de Cinema de Tribeca el 17 d'abril de 2015. El 18 de maig de 2018 Entertainment One Films va adquirir els drets de la pel·lícula. Va ser llançada el 4 de desembre de 2015 per Entertainment One Films.

## Recepció
A l'agregador de ressenyes Rotten Tomatoes, la pel·lícula té una qualificació de "Rotten" del 38% basada en vuit crítiques, amb una valoració mitjana de 3,5/10. A Metacritic, la pel·lícula té un puntuació mitjana ponderada de 49 sobre 100, basat en set crítics, que indica "crítiques mixtes o mitjanes".
Ronnie Scheib de Variety va qualificar la pel·lícula de "drama de màfia convencional", però va elogiar les actuacions.

## Premis
A l'Oaxaca FilmFest de 2015 va rebre els premis a la millor pel·lícula, al millor actor i a la millor actriu.